# 中國模式國情專題教學手冊

中國模式國情專題教學手冊

《中國模式國情專題教學手冊》是由香港教育局在未經招標花過千萬港元公帑資助，由香港浸會大學當代中國研究所時任所長薛鳳旋領導編製，以及由香港教育工作者聯會營辦的國民教育服務中心出版的一本國民教育書籍，部分內容節錄自中國大陸學者的研究及論文，並且已經向全香港的小學及中學分派。
手冊中講解中華人民共和國政治制度，形容中國共產黨執政集團「進步、無私與團結」，其官員任用制度「是社會科學所言的理想型」；而美國的兩黨制則被描述為「政黨惡鬥，人民當災」。
黃之鋒創立的學民思潮批評，手冊是政治洗腦的教材，是「中共洗腦教育」。事件惹起香港市民廣泛不滿，反對國民教育科企圖向學生洗腦，令他們盲目擁護中國共產黨。

## 手册簡介
手册介绍了中国模式的概念、缘起、内涵，以及反思。其中中国模式的内涵又分为政治、经济、社会和文化4个部分。
中国模式的内涵——政治方面：

- 民本思想：得民心者得天下。
- 社会主义的民主政治：“三者有机统一，四大民主框架”。
- 以表现和考核为本的官员选拔机制。
- 进步、无私与团结的执政集团。
- 政府分工制衡和纠正错误的机制：以上所述“民本思想”、“社會主義的民主政治”、“以表現和考核為本的官員遴選機制”、“進步、無私與團結的執政集團”均是社會科學所言的理想型 (Ideal Type)。在实施过程中必须有分工制衡和纠正错误的机制才可以防止这些理念变质或流于空泛。  —— 《中国模式国情专题教学手册》第5-14頁

## 爭議內容
- 第10頁中形容中国共产党的民主集中制是「進步、無私與團結的執政集團」。（但國民教育服務中心事後指出，“進步、無私與團結的執政集團”乃是被该手册作为社會科學所言的理想型 (Ideal Type) ，而非中共的自我评价。）
- 同頁“知多D”（多知道一些），以「政黨惡鬥，人民當災」為題，指美國民主、共和兩黨輪流執政，往往因政治理由，影響民生運作。同页亦有要求学生思考的“思考点”：“比较起你所认识的西方政体，你认为中国政体有何优越或不足之处？”（《手册》明确要求学生对优点缺点辩证看待，进行独立思考。）
- 全書34頁中，只在第27頁“中国模式的成本”章节的的延伸阅读中举出一些負面事件，如「綠壩·花季護航、我爸是李剛、毒奶粉事件、动车追撞事故」等事件。（因此被大眾普遍質疑有欠中立）

## 反應
- 教育局局長吳克儉承認本書內容有所偏頗，指出此只是參考書，不會使用其作为德育及國民教育科的教材[1][2][3]。
- 教聯會會長和國民教育服務中心主席楊耀忠認為教學手冊內容客觀，教師不採用是「浪費」、「自己封閉自己」，他又指局長不是「官說了算數」[4]。
- 國民教育服務中心總監黃志明解釋手冊第10頁標題明顯與其他標題不一致，令人懷疑歌功頌德，不無道理。不過，當大家翻到後面一頁即第11頁，立刻就讀到：「以上所述『民本思想』、『社會主義的民主政治』、『以表現和考核為本的官員遴選機制』、『進步、無私與團結的執政集團』均是社會科學所言的理想型 (IdealType) ……」，這正正是浸會大學編者解釋的依據：是引述北京學者觀點，講的是理想型，不是歌頌中國現狀。黃志明承認標題有所不足。
- 《中国模式》被指避開六四事件及中國人權（如趙連海事件）等充满争议的内容，引起廣泛關注和质疑[5][6][7]。
- 黃之鋒創立的學民思潮發起多次遊行和集會，反對洗腦教育，要求撤回德育及國民教育科，例如7月29日的遊行有高達9萬港人參予[5]。
- 不少家長參與遊行和集會，他們表示擔心未來一旦小學及中學開始實施德育及國民教育科，下一代將會成為只懂得擁護中共的“紅衛兵”[5]。

## 外部連結
- 國民教育服務中心《中國模式─國情專題教學手冊》全文下載（高清）
- 香港浸會大學當代中國研究所《中國模式─國情專題教學手冊》 （页面存档备份，存于）全文下載（標清）
- 香港特別行政區教育局德育及國民教育科專題網頁（页面存档备份，存于）